# Яков Мелникли
Яков Николу Якумис (на гръцки: Ιάκωβος Νηκολάου Γιακούμης), известен като Мелникли, тоест Мелничанин, е зограф от Македония, творил в XIX век, представител на Мелнишкото художествено средище.

## Биография
Яков е роден в Мелник в XIX век, затова се подписва Мелникли или на гръцки Меленикиос, тоест Мелничанин. Предполага се, че е син на известния от подписа си на една икона от 1823 година зограф Николай Якумис. Синът на Яков – Йоаким също е иконописец.
Яков работи в църквата „Свети Никола“ в Ковачевица на няколко пъти. Първите му икони от храма са с дата 1841 година и това са първите засвидетелствани изобщо икони на зографа. Следващите са от 1848 година - „Света Богородица“, подписана „ειρ Ιακώβου Νηκο[λάου]“, „Исус Христос“, подписана на български, „Свети Йоан Предтеча“, „Свети Атанасий“, „Св. св. Константин и Елена“, „Архангел Михаил“, „Свети Николай“ и иконите на Дванадесетте празника. Последните му икони от Ковачевица са от 1860 година. Някои от иконите в Ковачевица са подписани като „Ꙗковъ Мелникли“.
Икона на Свети Спиридон от Яков е монтирана на владишкия трон в драмската катедрала „Въведение Богородично“ с надпис: „χειρ Ιακώβου Ν. Μελενικίω ετος αων' (= 1850)“. Според други данни иконата е от 1849 година.
В 1851 година рисува икони за храма „Свети Димитър“ във Виногради. Иконата на Исус Христос в църквата от 1860 година също е негово дело. През 1852 - 1853 година рисува голяма част от иконостасните икони в църквата „Свети Георги“ в Белевехчево – „Свети Георги“ (1852), „Свети Йоан Предтеча“ (1852), подписана „χειρ Ι: Γ: Ν:“, „Свети Николай“ (1853), подписана „χειρ Ιακώβου Γ: Ν“, „Христос Вседържител“, и „Света Богородица с младенеца“.
Работи и в Сярско. В Сяр негови са две икони - „Свети Власий“ (1850) и „Рождество Христово“ (1852) в църквата „Света Неделя“. В 1855 година Яков рисува две от иконостасните икони в храма „Въведение Богородично“ в драмската паланка Чаталджа - Свети Четиридесет мъченици и Свети Николай. Първата е надписана „χεὶρ Ἰακώβου Ν. Μελενικίου“, а втората - „χεὶρ Ἰακώβου Γιακουμὴ Ν. Μελενικλῆ“. Четири негови икони от 1855 година са в Серския манастир - „Успение Богородично“ (днес са в Църковния музей на Сярска и Нигритска епархия), „Св. св. Атанасий и Кирил“, „Христос Вседържител“, „Свети Йоан Предтеча“. Негова е иконата „Тома Неверни“ (1856) от сярската църква „Свети Безсребреници“. Няколко негови икони от 1864 година - „Благовещение Богородично“, „Свети Йоан Предтеча“, „Св. св. Константин и Елена“, „Света Троица“ и „Свети Димитър“ - са в сярската църква „Свети Георги Крионеритис“.
Негова икона от 1857 година на Спиридон в архиерейски одежди е в църквата „Покров Богородичен“ в Дупница, подписана „Рока Їаковъ Н ѿ Меленык. 1857 м. 12“. От същата 1857 година са и две икони от частни колекции – „Успение Богородично“ и „Короноване Богородично“.
През 1858 рисува икони, подписани „χειρός Ιακώβου Γιακούμη Ν:“, които по-късно са използвани в църквата „Св. св. Кирил и Методий“ край Роженския манастир. В 1860 година работи в Роженския манастир, където иконите му са подписани „διά χειρός Ιακώβου Ν.“. Също от 1860 година са запазени негови икони в „Свети Атанасий“ в Горна Рибница. През 1866 година рисува две от царските икони за храма „Свети Георги“ при Чуриловския манастир.
Негови икони има също и в църквите „Свети Никола“ в Хотово, „Вси Светии“ в село Пиперица, „Св. св. Козма и Дамян“ в Свети Врач. Негови са тридесетте икони в храма „Успение Богородично“ в Кърпелево, както и икони в „Успение Богородично“ в Бождово.
Творчеството на Яков е в лоното на типичната за XIX век народна традиция със силни западни и светогорски влияния. Творбите му са изпълнени с добра иконописна техника и носят белезите на единен стил. Изображенията на част от иконите са разположени в елипсовидни медалони, с букети цветя в ъглите. В някои от иконите прави сложни композиции с удачно разрешени пространствени проблеми. В изображенията му се съдържат ценни сведения за облеклото, интериора и декоративната украса на богатата градска къща от средата на XIX век.
Синът му Йоаким изписва в 1856 година венчилката на иконостаса в „Свети Николай Чудотворец“ в Мелник.